# Тамариси (Болнисский муниципалитет)
Тамариси (груз. თამარისი) — посёлок городского типа (даба) в Болнисском муниципалитете края Квемо-Картли, Грузия. Посёлок расположен на железнодорожной линии Марнеули — Казрети.
Статус посёлка городского типа с 1982 года.

## Население
| 1989 | 2002 | 2014 |
| ---- | ---- | ---- |
| 707  | 434  | 510  |

## Экономика
19 августа 2012 года, в результате сильнейшего за последние 40 лет града, были полностью уничтожены фруктовые сады, кукурузные поля, посевы огурцов и помидоров в селе Алавари, Тамариси и Ахали-Диокниси.

## Достопримечательности
- Средняя школа. В августе 2010 года по решению Министерства Образования Республики Грузия, в результате реорганизации школ, две школы села Тамариси были объединены в одну единую школу. [6][значимость факта?]